# Ovarialfollikel
Unter einem Ovarialfollikel oder Eierstockfollikel (auch Eifollikel oder Eibläschen) versteht man die Einheit aus Eizelle und den sie umgebenden Hilfszellen im Eierstock (Ovarium). Die Hilfszellen sind die Follikelepithelzellen (Granulosazellen) sowie zwei Bindegewebsschichten, die diese umgeben: Thekazellen (lateinisch Theca folliculi), bestehend aus der inneren Theca interna und der äußeren Theca externa.

## Follikelreifung

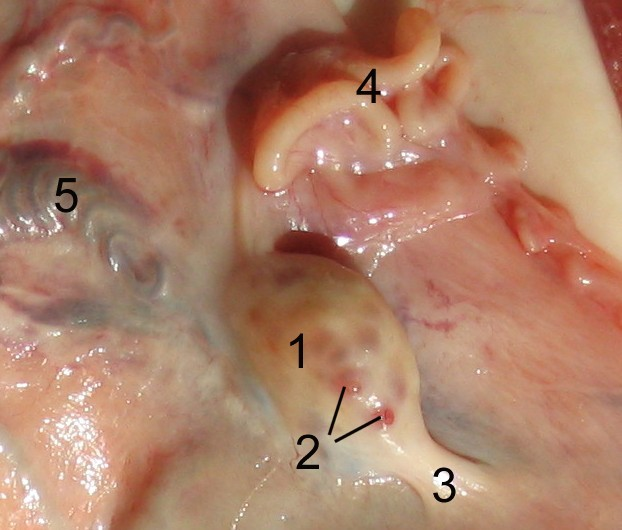
Eierstock eines Schafes
1 Eierstock, 2 Tertiärfollikel, 3 Ligamentum ovarii proprium, 4 Eileiter, 5 Arteria und Vena ovarica im Mesovarium

Die Primordialfollikel werden bereits vor der Geburt angelegt. Sie sind das Resultat der (in der 6. Woche) aus dem Dottersack in die Gonadenanlage eingewanderten Urkeimzellen und deren mitotischer Teilung bis zum 5. Monat. Sie befinden sich in der Prophase I der Meiose und bestehen aus der Eizelle und einem einschichtigen platten Follikelepithel. Die Primordialfollikel werden in ihrer Entwicklung bis zur Pubertät gestoppt, wobei nicht alle Primordialfollikel in der Pubertät anfangen zu wachsen; einige verlassen dieses Stadium erst viel später (siehe Menopause). Diese Pause nennt man Diktyotän. In der Pubertät wird durch die Hypophyse Follikelstimulierendes Hormon (FSH) ausgeschüttet, was die Reifung von 5 bis 15 Primordialfollikeln stimuliert. Sie werden zu Primärfollikeln, die sich dadurch auszeichnen, dass sie ein kubisches Follikelepithel bilden, das polar ist. Die Oozyte beginnt zu wachsen. Sie wird zum Sekundärfollikel (Follikelepithel ist mehrschichtig, Bildung der Thekazellen aus Bindegewebe), bei dem die Eizelle eine Hülle aus Glykoproteinen (Zona pellucida) bildet und das Follikelepithel mehrschichtig wird und sich strahlenförmig ausrichtet (Corona radiata).
Die nächste Stufe, die Tertiärfollikel, sind durch das Auftreten einer Follikelhöhle (Antrum folliculare) gekennzeichnet, die mit einer Flüssigkeit (Liquor follicularis) gefüllt und schon bei der Entwicklung zum sekundären Follikel erkennbar ist. Diese Entwicklung vom primordialen zum antralen Follikel dauert etwa drei Monate. Die Eizelle liegt nun in einem Zellhaufen aus Granulosazellen, dem Eihügel (Cumulus oophorus). Erst jetzt differenziert sich auch das (die Follikelhöhle) umgebene Bindegewebe zu Theca interna und Theca externa.
Im Verlauf der Follikelreifung produziert die gefäß- und zellreiche Theca interna Androgene, welche über Diffusion durch die Basalmembran in die Granulosazellen gelangen und dort zu Östrogen, besonders Östradiol aromatisiert werden.
Der gesamte Prozess des Follikelwachstums vom Stadium des Primärfollikels bis zum präovulatorischen, gonadotropinabhängigen antralen Follikel dauert etwa 6 Monate.
Durch weitere Größenzunahme entstehen nun die sprungreifen Graafschen Follikel. Benannt wurden die Eierstockfollikel  nach Reinier De Graaf.
Die Steuerung dieser Prozesse erfolgt durch das Follikelstimulierende Hormon (FSH) aus der Hypophyse. Zum Follikelsprung kommt es, wenn die Thecazellen etwa 24 Stunden vor dem Follikelsprung (Ovulation) (also wenn die Oozyte reif ist) viel Östradiol zu produzieren beginnen. Dieser Östradiolanstieg verursacht in der Hypophyse eine Ausschüttung des Luteinisierenden Hormons, welches seinerseits den Follikelsprung auslöst. Bei der Ovulation wird die reife Oozyte (mitsamt Zona pellucida und Corona radiata) aus dem Follikel ausgestoßen und außerhalb des Ovars vom Eileiter, genauer dessen Fimbrien, aufgenommen und in die Pars ampullaris weitergeführt.
Im Anschluss an die Ovulation bildet sich aus dem Follikel (Granulosa- und Thecazellen) der Gelbkörper, der Progesteron bildet. Progesteron verhindert, dass die zuvor aufgebaute Gebärmutterschleimhaut abgebaut wird (Menstruation). Der Gelbkörper baut sich ohne Befruchtung ab (nach etwa 9 Tagen) und die Progesteronproduktion fällt somit aus. Dies leitet die Menstruation ein. Wird aber die Eizelle befruchtet, schüttet sie ein Hormon (HCG, human chorionic gonadotropin) aus, das anstelle des luteinisierenden Hormons den Gelbkörper weiter stimuliert. Der Gelbkörper wächst dann und wird zum Corpus luteum graviditatis. In den ersten zwei Monaten der Gravidität ist er allein für die Progesteronproduktion zuständig, danach wird die Produktion immer mehr von der Plazenta übernommen.

## Untergang von Follikeln
Follikel können in jedem Stadium und in jedem Lebensalter zugrunde gehen. Diesen Vorgang nennt man Follikelatresie.